# Bayu (Darul Imarah)
Bayu is een bestuurslaag in het regentschap Aceh Besar van de provincie Atjeh, Indonesië. Bayu telt 1093 inwoners (volkstelling 2010).